# Osphryon pallidipennis
Osphryon pallidipennis är en skalbaggsart som beskrevs av J. Linsley Gressitt 1951. Osphryon pallidipennis ingår i släktet Osphryon och familjen långhorningar.
Artens utbredningsområde är Irian Jaya. Inga underarter finns listade i Catalogue of Life.